# Лісові Мавки (пластовий курінь)
«Лісові Мавки» — жіночий пластовий курінь, який 1947 року зорганізували студентки Ерлянгенського університету (Баварія, Німеччина) за ініціативою старшої пластунки Лесі Храпливої-Щур.
Першими членкинями пластового куреня стали: Леся Кисілевська, Віра Бабій, Стефа Зайферт, Люба Шавала, Наталка Москалів, Оля Пиндюк, Слава Слиж, Іванка Ференцевич, Ірка Урбан, Дарка Городинська і Ака Клим.

## Опис та історія
Метою куреня є зберігання української культури й фольклору, та додатково піклування природою, що тісно пов’язане з українськими традиціями. Краї: Канада, США, Україна.
Патроном куреня є Леся Українка. Клич: «Я маю в серці те, що не вмирає!» Курінні кольори: Зелений і срібний (символізує мавчину молодість, вірність, любов до краси, волі…"). Курінна ознака — цвіт папороті (символізує мавчину душу яка завжди прямує до найкращого).
Курінну пісню написала Леся Храплива-Щур, а музику — Іван Недільський.
1961 року по переїзді до США курінь отримав порядкове число 20.
1962 року відбулася перша курінна рада, курінною була обрана Христина Мазуркевич (Торонто).
1968 року відбулося урочисте посвячення курінного прапора.
«Лісові Мавки» працюють як виховниці в юнацьких гуртках, влаштовують Андріївські вечори, весняні гагілки, мистецькі виставки, організовуть Свята Юрія чи Свята Весни, Свято Івана Купала, є членами булав пластових таборів.
«Лісові Мавки» — екстериторіальний пластовий курінь, має свої осередки у Торонто, Лос-Анжелес, Чикаго, Філадельфії, Бостоні, Нью-Йорку.
Сенйорський курінь був затверджений у 980-тих роках і має порядкове число 38. Сенйорський прапор посвячений у 2007 році.

### "Лісові Мавки" в Україні[2]
Відродження Лісових Мавок в Україні відбулося за ініціативи трьох львівських пластунок, сестер Ксені та Марічки Гоцко, і Христі Полякової. 2002 р. до України завітала Мавка з Нью-Йорку Діана Юрчук. 2004 року Ксеню Гоцко запросили на Курінну Раду Мавок, до США.там вона мала можливість побачити усі обряди ЛМ, де вона і стала повною Мавкою. По поверненню до Львова Ксеня Гоцко та Христя Редько (Мавка з Вашингтону) які уже були на той час повними Мавками, Відбули першу Раду Мавок на терені України, і провели обряд посвяти у 2005 році Лісових Мавок: Марічки Гоцко, Христини Боднар, Христі Полякової.
Станом на 2019 рік в Україні виникло дві станиці Лісових Мавок в Україні: Станиця Львів і Станиця Харків.

## Інтернет-ресурси
- Lisovi Mavky (Лісові Мавки — 1947—2022)
- Пласт США Ресурси. Лісові Мавки (ЛМ)
- Головна Булава УСП. 020: Лісові Мавки (ЛМ)